# 1951 في الجزائر
الأحداث من عام 1951 في الجزائر.

## المواليد

### مارس
- 16 مارس - عبد المجيد بوربو - لاعب كرة قدم جزائري .

### يوليو
- 17 يوليو - الطيب لوح - سياسي جزائري وزير العدل وحافظ الأختام الحالي بالجزائر .

### نوفمبر
- 10 نوفمبر - عبد الرحمان إبرير - لاعب كرة قدم جزائري .